# Лінарес (Хаен)
Лінарес (ісп. Linares) — муніципалітет в Іспанії, у складі автономної спільноти Андалусія, у провінції Хаен. Населення — 61 306 осіб (2010).
Муніципалітет розташований на відстані близько 260 км на південь від Мадрида, 37 км на північ від Хаена.
Протягом багатьох років в Лінаресі проходить один з найкрупніших шахових турнірів, у котрих брали участь найвідоміші шахісти світу (такі як Каспаров, Ананд, Крамник, Іванчук та багато інших).
На території муніципалітету розташовані такі населені пункти: (дані про населення за 2010 рік)
- Арраянес-Ла-Крус-Ла-Лагуна: 363 особи
- Каньяда-Інкоса - Серро-Пеладо: 31 особа
- Естасьйон-Лінарес-Баеса: 1527 осіб
- Лінарес: 59101 особа
- Магдалена-де-Кастро - Лос-Терсіос: 34 особи
- Тобаруела-Ла-Тортилья: 226 осіб
- Торрубія-Валенсуела: 24 особи

## Демографія
Динаміка населення (INE ):

## Галерея зображень

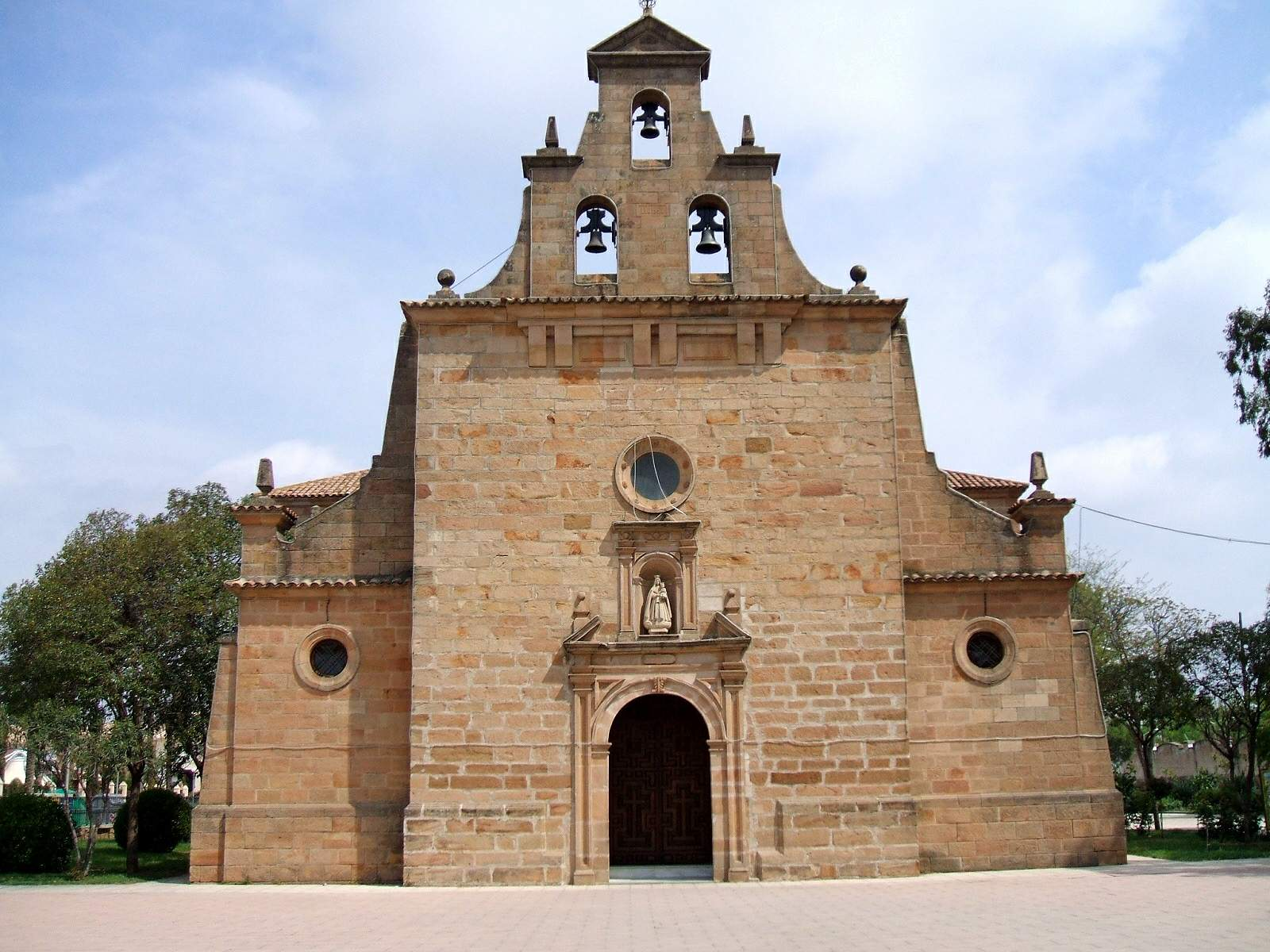
Каплиця Ла-Вірхен-де-Лінарехос